# Mobile Suit Gundam: Gundam vs. Gundam Next
Mobile Suit Gundam: Gundam vs. Gundam Next (機動戦士ガンダム ガンダムVS.ガンダムNEXT?, Kidō senshi Gandamu Gandamu VS. Gandamu Nekusuto) è un videogioco di combattimento sviluppato dalla Capcom e pubblicato dalla Bandai e dalla Banpresto nel marzo 2009 per arcade su Namco System 256. 
Il videogioco è basato sul popolare franchise legato al franchise di Gundam, ed in particolar modo rappresenta un crossover fra tutte le serie dell'anime. È stato convertito per PlayStation Portable nel dicembre 2009, con il titolo Mobile Suit Gundam: Gundam vs. Gundam Next Plus. Mobile Suit Gundam: Gundam vs. Gundam Next è il secondo capitolo di una serie di due videogiochi.

## Serie
1. Mobile Suit Gundam: Gundam vs. Gundam : 2008, Namco System 256, PlayStation Portable
2. Mobile Suit Gundam: Gundam vs. Gundam Next : 2009, Namco System 256, PlayStation Portable